# Хелмут Вајдлинг
Хелмут Ото Лудвиг Вајдлинг (2. новембар 1891 — 17. новембар 1955) био је немачки генерал током Другог светског рата. Био је последњи командант Берлинске одбрамбене зоне током битке за Берлин, водио је одбрану града од Црвене армије и коначно се предао непосредно пред крај Другог светског рата у Европи.

## Војна каријера
Рођен у Халберштату 1891. године, Вајдлинг је ступио у војску 1911. године и служио је као поручник у Првом светском рату. Остао је у смањеној војсци Вајмарске републике након рата. Као артиљеријски официр, учествовао је у инвазији на Пољску и бици за Француску, као и током раних фаза операције Барбароса.
У јануару 1942. године, док је још био на Источном фронту, Вајдлинг је именован за команданта 86. пешадијске дивизије.

### Командант корпуса
Дана 15. октобра 1943. године, Вајдлинг је постао командант XLI Панцер корпуса, позицију коју је обављао до 10. априла 1945. године, са кратким прекидом у командовању од 19. јуна 1944. до 1. јула 1944. године. Током ове паузе, генерал-потпоручник Едмунд Хофмајстер је преузео команду током првих фаза совјетске операције Багратион. Хофмајстер је командовао када је већи део немачке 9. армије, заједно са 41. Панцер корпусом, био окружен током Бобрујске офанзиве.
Док је Вајдлинг био на челу, XLI Панцер корпус је био одговоран за злочин који је Вермахт починио у Совјетском Савезу током рата. До 50.000 цивила је намерно заражено тифусом и смештено у „логор за тифус“ у области Паричи, у Белорусији, на путу надолазећих снага Црвене армије, у нади да ће то изазвати масовну епидемију тифуса међу војницима Црвене армије. То је приметио командант 65. совјетске армије, генерал Павел Батов, месецима касније када се она нашла суочена са истим корпусом у бици за Берлин.
XLI Панцер корпус је обновљен као део немачке 4. армије. Четврта армија, под командом генерала Фридриха Хосбаха, добила је задатак да држи границе Источне Пруске. Дана 10. априла 1945. године, Вајдлинг је смењен са своје команде. Након тога је именован за команданта LVI Панцер корпуса.
LVI Панцер корпус је био део Готхарда Хајнрицијеве групе армије Висла. Као командант тог корпуса, Вајдлинг је започео своје учешће у бици за Берлин.
16. априла 1945. године, Вајдлинг се припремао да учествује у бици за Зеловске висове, која је била део шире битке код Одре-Нисе. Вајдлингов LVI Панцер корпус налазио се у центру, окружен CI армијским корпусом са леве стране и XI Вафен SS Панцер корпусом са десне стране. Сва три корпуса су била део 9. армије генерала Теодора Бусеа, која је бранила висове изнад реке Одре. Иако су сва три корпуса била у генерално добрим одбрамбеним положајима, упадљиво су им недостајали тенкови. Вајдлингов командант, Хајнрици, раније тог дана је препознао недостатак, пошто је Хитлер наредио пребацивање три панцер дивизије из Армијске групе Висла под команду недавно унапређеног фелдмаршала Фердинанда Шернера.
Током средине битке за Берлин, вођа Хитлерјугенда, Артур Аксман, посетио је Вајдлингов штаб и рекао му да су младићи Хитлерове омладине спремни за борбу и да већ сада обезбеђују путеве у 56. позадини. Вајдлинг је тврдио да је било узалудно да тинејџери буду бачени у битку. Рекао је Аксману да је то „жртвовање деце за већ осуђени циљ“. Аксман их није повукао из битке.
До 19. априла, са урушавањем Шернерове групе армија Центар, Вајдлингов корпус је био приморан да се повуче на запад у Берлин. Повлачење немачких снага са Зеловских висова током 19. и 20. века није оставило преосталу линију фронта.

### Командант Берлинске одбрамбене области
Дана 22. априла, Хитлер је наредио да се Вајдлинг погуби стрељањем након што је примио извештај да се повукао пред напредовањем совјетских снага, што је било супротно сталним наређењима. Вајдлинг се заправо није повукао, а казна је поништена након што се појавио у Фиреровом бункеру да разјасни неспоразум.
Дана 23. априла, Хитлер је именовао Вајдлинга за команданта Берлинске одбрамбене зоне. Вајдлинг је заменио генерал-потпуковника (Generalleutnant) Хелмута Рајмана, пуковника (Oberst) Ернста Кетера и самог Хитлера. Рајман је био на тој позицији тек од марта.
Снаге које су Вајдлингу биле на располагању за одбрану града обухватале су отприлике 45.000 војника у неколико тешко ослабљених немачких армијских и Вафен СС дивизија. Ове дивизије су допуњавале полицијске снаге, дечаци у обавезном Хитлерјугенду и 40.000 људи из Фолксштурма (милиције). Командант централног владиног округа био је СС-бригадфирер Вилхелм Монке. Монкеа је на ту позицију поставио Хитлер и под својом директном командом је имао преко 2.000 људи. Његова основна група била је 800 људи из СС батаљона „Лајбштандарт Адолф Хитлер“ (LSSAH) (задуженог за чување Хитлера). Совјетска команда је касније проценила број бранилаца у Берлину на 180.000, али то је било засновано на броју немачких заробљеника које су заробили. Међу затвореницима је било много ненаоружаних људи у униформама, као што су железнички службеници и припадници Службе рада Рајха (Reichsarbeitsdienst).
Вајдлинг је организовао одбрану у осам сектора означених од „А“ до „Х“. Сваким сектором је командовао пуковник или генерал, али већина пуковника и генерала није имала борбеног искуства. Западно од града налазила се 20. пешадијска дивизија. На северу се налазила 9. падобранска дивизија, а на североистоку Панцер дивизија Минхеберг. Југоисточно од града и источно од аеродрома Темпелхоф налазила се 11. СС добровољачка оклопна гренадирска дивизија Нордланд, састављена углавном од страних добровољаца. Вајдлингова резерва, 18. панцергренадирска дивизија, налазила се у централном округу Берлина.

#### Седиште Бендлерблока
Негде око 26. априла, Вајдлинг је за своју базу операција изабрао стари војни штаб у Бендлерштрасеу, Бендлерблок. Локација је имала добро опремљена склоништа од ваздушних напада и била је близу Рајхсканцеларије. У дубинама Бендлерблока, Вајдлингово особље није знало да ли је дан или ноћ.
Око поднева 26. априла, Вајдлинг је разрешио команде пуковника Ханс-Оскара Велермана, а генерал-мајор Вернер Мумерт је враћен на место команданта Минхебершке оклопне дивизије. Касније те вечери, Вајдлинг је Хитлеру представио детаљан предлог за пробој из Берлина. Када је Вајдлинг завршио, Хитлер је одмахнуо главом и рекао: „Ваш предлог је сасвим у реду. Али која је сврха свега тога? Немам намеру да лутам по шуми. Остајем овде и пашћу на чело својих трупа. Ви ћете, са своје стране, наставити са одбраном.“
До краја дана 27. априла, опкољавање Берлина је било завршено. Совјетски информациони биро је објавио да су совјетске трупе 1. белоруског фронта пробиле јаку немачку одбрану око Берлина и, приближавајући се са истока и југа, повезале се у Берлину и северозападно од Потсдама и да су трупе 1. белоруског фронта заузеле Гартенштат, Сименсштат и железничку станицу Герлицер у источном Берлину.
Када је Вајдлинг открио да велики део последње линије немачке одбране у Берлину држи Хитлерјугенд, наредио је Артуру Аксману да распусти борбене формације Хитлерјугенда у граду. Међутим, у насталој збрци, његово наређење никада није извршено.

#### Совјетски напредак
Совјетски информациони биро је 29. априла објавио да трупе 1. белоруског фронта настављају чишћење улица Берлина, окупирале северозападни сектор Шарлотенбурга до Бизмаркове улице, западну половину Моабита и источни део Шенеберга. Совјетске трупе 1. украјинског фронта окупирале су Фриденау и Груневалд у северном и западном Берлину.
Током вечери 29. априла, Вајдлингов штаб у Бендлерблоку је сада био на само неколико метара од линије фронта. Вајдлинг је разговарао са својим командантима дивизија о могућности продора на југозапад ради спајања са 12. армијом генерала Валтера Венка. Венкова копља су стигла до села Ферх на обалама Швиловзеа близу Потсдама. Бекство је требало да почне следеће ноћи у 22:00.
Совјетски информациони биро је 30. априла објавио да су совјетске трупе 1. белоруског фронта заузеле Моабит, железничку станицу Анхалтер, Јоахимстал северно од Берлина, као и Нојкелн, Маријенверден и Либенвалде. Трупе 1. украјинског фронта окупирале су јужни део Вилмерсдорфа, Хоенцолерндам и железничку станицу Халензе.

#### Фиреров бункер
Касно ујутру 30. априла, док су Совјети били на мање од 500 метара од бункера, Хитлер је имао састанак са Вајдлингом, који га је обавестио да ће берлинском гарнизону вероватно понестати муниције те ноћи. Вајдлинг је затражио од Хитлера дозволу за пробој, захтев који је раније безуспешно поднео. Хитлер у почетку није одговорио, а Вајдлинг се вратио у свој штаб у Бендлерблоку, где је око 13:00 часова добио Хитлерову дозволу да покуша пробој те ноћи.
Након самоубиства Адолфа Хитлера и његове веренице Еве Браун, Вајдлинг је стигао до Фиреровог бункера и дочекали су га Јозеф Гебелс, Рајхслајтер Мартин Борман и генерал Ханс Кребс. Одвели су га у Хитлерову собу, где је пар извршио самоубиство. Рекли су му да су им тела спаљена и сахрањена у кратеру од гранате у башти Рајхсканцеларије изнад. Вајдлинг је био приморан да се закуне да ову вест неће никоме поновити. Једина особа у спољном свету која је требало да буде обавештена био је Јосиф Стаљин. Те ноћи би се покушало договорити примирје, а генерал Кребс би обавестио совјетског команданта како би он могао да обавести Кремљ.
Вајдлинг је убрзо након тога позвао пуковника Ханса Рефиора, свог цивилног начелника штаба, у седишту Бендлерблока. Вајдлинг је рекао да му не може рећи шта се догодило, али да му је потребно да му се одмах придруже разни чланови његовог особља, укључујући пуковника Теодора фон Дуфвинга, његовог војног начелника штаба.
Састанак 1. маја између Кребса, кога је послао Гебелс, и совјетског генерал-потпуковника Василија Чујкова завршио се без договора. Према речима Хитлерове личне секретарице Траудл Јунге, Кребс се вратио у комплекс бункера изгледајући „исцрпљено, изморено“. Предаја Берлина је стога одложена све док Гебелс није извршио самоубиство, након чега је Вајдлингу преостало да преговара са Совјетима.

### Предаја Чујкову
Другог маја, Вајдлинг је замолио свог начелника штаба, Теодора фон Дуфвинга, да организује састанак са Чујковом. Вајдлинг је Совјетима испричао о самоубиствима Хитлера и Гебелса, а Чујков је захтевао потпуну капитулацију.
По налогу Чујкова и Василија Соколовског, Вајдлинг је писмено саопштио своју предају. Документ, који је написао Вајдлинг, гласио је овако:
Фирер је 30. априла 1945. извршио самоубиство и тако напустио оне који су му се заклели на лојалност. Према Фиреровом наређењу, ви, немачки војници, морали сте да наставите да се борите за Берлин упркос чињеници да нам је муниција нестала и упркос општој ситуацији која обесмишљава наш даљи отпор. Наређујем да се одмах обустави отпор. Сваки сат који наставите са борбом продужава патњу цивила у Берлину и наших рањеника. Заједно са главнокомандујућим совјетским снагама наређујем вам да одмах престанете са борбама. ВАЈДЛИНГ, генерал артиљерије, бивши окружни командант у одбрани Берлина
Састанак између Вајдлинга и Чујкова завршен је у 8:23 пре подне, 2. маја 1945.

## Након рата
Совјетске снаге су ухапсиле Вајдлинга и авионом га пребациле у Совјетски Савез. У почетку је био затворен у затворима Бутирка и Лефортово у Москви. Војни колегијум Врховног суда Совјетског Савеза осудио га је 27. фебруара 1952. године на 25 година затвора због ратних злочина почињених у окупираном Совјетском Савезу. Вајдлинг је преминуо 17. новембра 1955. године у притвору КГБ-а у Владимиру, очигледно од срчаног удара. Сахрањен је у необележеном гробу на затворском гробљу. Главно војно тужилаштво Руске Федерације је 16. априла 1996. године прогласило Вајдлинга нерехабилитативним.

## Награде
- Немачки крст у злату 23. јуна 1942. као генерал-мајор и командант 86. пешадијске дивизије[27]
- Витешки крст Гвозденог крста
  - Витешки крст 15. јануара 1943. као генерал-мајор и командант 86. пешадијске дивизије[28]
  - Храстово лишће 22. фебруара 1944. као генерал артиљерије, командант XLI Панцер Корпуса[28]
  - Мачеви 21. јануара 1945. као генерал артиљерије и командант XLI Панцер Корпуса[28]

## Спољни линкови
- Медији везани за чланак Хелмут Вајдлинг на Викимедијиној остави